# Rudniki (Zawiercie)
Pour les articles homonymes, voir Rudniki.
Rudniki est une localité polonaise de la gmina de Włodowice, située dans le powiat de Zawiercie en voïvodie de Silésie.